# Frenda
Frenda là một đô thị thuộc tỉnh Tiaret, Algérie. Dân số thời điểm năm 2002 là 47.502 người.